# Kalandra dwuplamista
Kalandra dwuplamista (Melanocorypha bimaculata) – gatunek małego ptaka z rodziny skowronków (Alaudidae). Zamieszkuje Bliski Wschód i Azję Środkową, zimuje na południe od zasięgu letniego. W 2022 roku po raz stwierdzony w Polsce. Nie jest zagrożony wyginięciem.

## Systematyka
Jest to gatunek monotypowy. Opisano podgatunki rufescens (Azja Mniejsza) i torquata (wschodni Iran i Afganistan), ale nie są one obecnie uznawane jako zbyt mało odróżniające się od reszty populacji.

## Morfologia
Długość ciała 16–18 cm. Upierzenie brązowoszare, jaśniejszy brzuch z ciemną plamą na piersi; masywny dziób. Z wyglądu przypomina kalandrę szarą.

## Zasięg występowania
W sezonie lęgowym występuje od zachodnio-środkowej Turcji na wschód do Armenii, południowego Azerbejdżanu oraz zachodniego i południowego Iranu, ponadto na wschód od Morza Kaspijskiego do południowo-wschodniego Kazachstanu, Kirgistanu, północno-wschodniego Iranu i północnego Afganistanu; izolowane populacje w Libanie, północnym Izraelu, południowej Syrii i północnym Iraku. Zimuje w północno-wschodniej Afryce, północnej części Półwyspu Arabskiego oraz w południowej części Azji Środkowej i dalej na południowy wschód do północno-zachodnich Indii.
W Polsce po raz pierwszy zaobserwowano go 10 lutego 2022 roku w Przychojcu w woj. podkarpackim; Komisja Faunistyczna Sekcji Ornitologicznej Polskiego Towarzystwa Zoologicznego zaakceptowała to stwierdzenie i wciągnęła kalandrę dwuplamistą na Listę awifauny krajowej.

## Biotop
Zamieszkuje suche, kamieniste półpustynne równiny oraz stoki gór (spotykany także na polach, zwykle na większej wysokości).

## Rozród

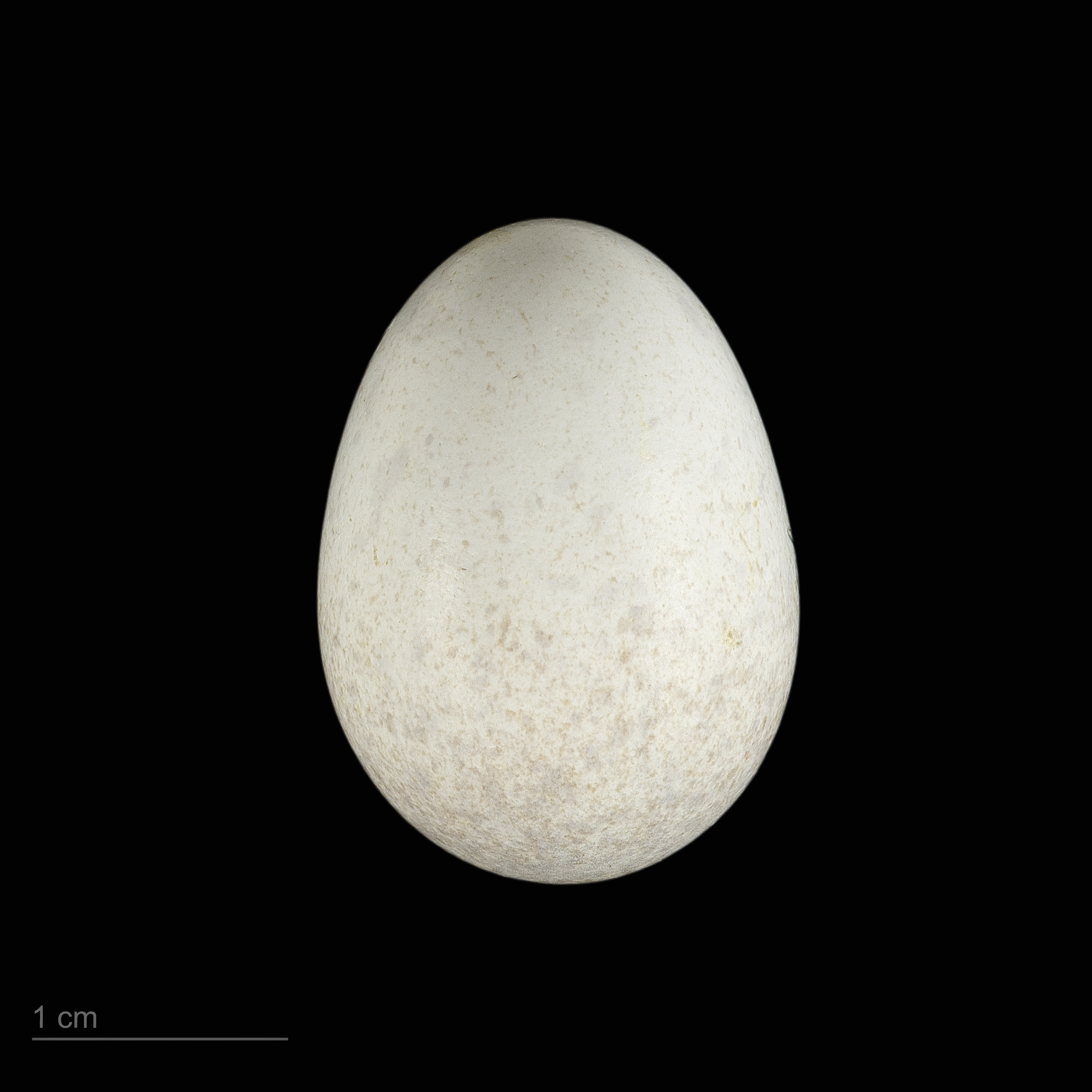
Jajo z kolekcji muzealnej

Sezon lęgowy trwa od końca marca/początku kwietnia do połowy sierpnia. Czasami w sezonie wyprowadza drugi lęg. Gniazdo jest umieszczone w zagłębieniu w ziemi, zwykle osłonięte kępą roślinności lub niewielkim krzewem. Stanowi je luźno zbudowana miseczka z trawy i korzonków, z drobniejszego materiału wewnątrz niż na zewnątrz, a w zewnętrznych ściankach mogą się znajdować kawałki papieru, szmat czy nawet zaschniętego łajna. Budową gniazda zajmuje się wyłącznie samica. W zniesieniu 3–6 jaj, zwykle 4 lub 5. Wysiaduje tylko samica, a okres inkubacji podawany jest różnie – 12–13 lub 14–15 dni. Młode opuszczają gniazdo po 9–12 dniach, ale zdolność do lotu uzyskują w wieku około 15–16 dni; rodzice karmią je do około 30 dni od wyklucia.

## Status
Międzynarodowa Unia Ochrony Przyrody (IUCN) uznaje kalandrę dwuplamistą za gatunek najmniejszej troski (LC – Least Concern) nieprzerwanie od 1988 roku. Liczebność światowej populacji, wstępnie obliczona w oparciu o szacunki organizacji BirdLife International z 2015 roku, mieści się w przedziale 10–21 milionów dorosłych osobników. Ze względu na brak dowodów na spadki liczebności bądź istotne zagrożenia dla gatunku BirdLife International ocenia trend liczebności populacji jako prawdopodobnie stabilny.